# РК Париз Сен Жермен
РК Париз Сен Жермен (фр. Paris Saint-Germain Handball) француски je рукометни клуб из Париза основан 1941. године који се такмичи у Првој лиги Француске. Клуб је у власништву спортског колектива Пари Сен Жермена.
Своје домаће утакмице игра у Pierre de Coubertin дворани капацитета 3.400 седећих места, док утакмице ЕХФ Лиге шампиона игра у дворани Georges Carpentier капацитета 4.500 места.
У почетку назван као Patriotes d'Asnières (1941–1942), клуб је прошао кроз неколико промена имена — Asnières Sports (1942–1987), Paris-Racing-Asnières (1987–1988), Paris-Asnières (1988–1992), PSG-Asnières (1992–2002) и Paris Handball (2002–2012). После куповине Пари Сен Жермена од стране Oryx Qatar Sports Investments (QSi) групе из Катара 2012. године, клуб постаје Paris Saint-Germain Handball.
Од свог оснивања клуб је освојио 26 титула. Првенство Француске су освојили дванаест пута, куп Француске шест пута, Лига куп Француске три пута, Суперкуп Француске рекордних пет пута, а уз то и два пута Другу лигу Француске. На међународном клубском рукомету, завршили су као други у издању Лиге шампиона за сезону 2016/17, а у сезонама 2017/18, 2019/20. и 2020/21 били су трећи. Такође су били и финалисти Светског клупског првенства 2016. године.

## Успеси

### Домаћи
- Прва лига Француске 
  -  (12) : 2012/13, 2014/15, 2015/16, 2016/17, 2017/18, 2018/19, 2019/20, 2020/21, 2021/22, 2022/23, 2023/24, 2024/25.
  -  (3): 1995/96, 2004/05, 2013/14.
- Куп Француске
  -  (6) : 2006/07, 2013/14, 2014/15, 2017/18, 2020/21, 2021/22.
  -  (6): 2000/01, 2007/08, 2012/13, 2015/16, 2023/24, 2024/25.
- Лига куп Француске
  -  (3) : 2016/17, 2017/18, 2018/19.
  -  (3): 2004/05, 2005/06, 2015/16.
- Суперкуп Француске
  -  (5–рекорд) : 2014, 2015, 2016, 2019, 2023.
  -  (3): 2017, 2022, 2024.
- Друга лига Француске
  -  (2) : 1989/90, 2009/10.
  -  (1): 1985/86.

### Међународни
- ЕХФ Лига шампиона
  -  (1): 2016/17.
  -  (3): 2017/18, 2019/20, 2020/21.
- Светско клупско првенство
  -  (1): 2016.

## Тренутни састав
Од сезоне 2022/23.
| Голмани (GK) - 12 Андреас Паличка - 16 Јаник Грин Лева крила (LW) - 09 Адама Кејта - 20 Матје Греби - 99 Лео Плантин Десна крила (RW) - 14 Феран Соле - 19 Давид Балагер Пивоти (P) - 15 Рубен Марћан - 21 Камил Сипшак - 22 Лука Карабатић | Леви бек (LB) - 28 Жоан Жибелан - 32 Јакоб Холм - 71 Елоим Пранди Средњи бек (CB) - 06 Лук Стејнс - 07 Саду Нтанзи - 44 Никола Карабатић Десни бек (RB) - 15 Кент Робин Тенесен - 23 Доминик Мате |

## Трансфери договорени за сезону 2024/25. године
| - Дани Бахенс (CB) (из Хамбурга) - Јахија Омар (RB) (из Веспрема) | - Никола Карабатић (CB) (пензија) - Жоан Жибелан (LB) (у Ним) |

## Председници
- Кристијан Пикард (1941—1975)
- Жерар Пикард (1975—2003)
- Жан−Клод Лемул (2003—2009)
- Жан−Пол Онилон (2009—2012)
- Насер ел Хелаифи (2012—)

## Тренери
- Јан Бланшар (1984—1990)
- Патрис Канаје (1990—1994)
- Ристо Магдинчев (1994—1997)
- Николас Кошери (1997—2000)
- Боро Голић (2000—2003)
- Максим Спинсер (2003—2004)
- Тијери Анти (2004—2008)
- Оливије Жирул (2008—2011)
- Франсоа Бертир (2011—2012)
- Филип Жарде (2012—2015)
- Звонимир Сердарушић (2015—2018)
- Раул Гонзалез (2018—)